# La dynamite est bonne à boire
Pour plus de détails, voir Fiche technique et Distribution.
La dynamite est bonne à boire est un film franco-espagnol réalisé par Aldo Sambrell en 1974, tiré du livre du même titre de Frédéric Dard paru en 1959 .

## Fiche technique
- Titre français : La dynamite est bonne à boire
- Titre espagnol : El recién llegado escribió su epitafio
- Réalisation : Aldo Sambrell (sous le nom de Alfred S. Brell)
- Scénario : Gérard Trembasiewicz , d'après La dynamite est bonne à boire de Frédéric Dard[1]
- Production :  Asbrell Productions, Les Productions Orion
- Photographie : Jaime Deu Casas, Roberto Ochoa
- Musique : Benito Merlino
- Montage : Roberto Fandiño
- Durée: 89 minutes[2]
- Dates de sortie :
  - France (sorti en video)
  - Espagne : 1er juin 1982

## Distribution
- Christopher Mitchum : Jonathan
- Claudine Auger  : Consuelo
- Aldo Sambrell : Oruro
- Michel Bouquet : Docteur
- Albert Minski : Capataz
- José Canalejas : Lieutenant
- Verónica Miriel : Prostituée
- Luis Induni : Gunther
- Jenny Llada : femme du lieutenant
- Tom Hernández
- Montserrat Prous